# مارتین یلینگهاوس
مارتین یلینگهاوس (آلمانی: Martin Jellinghaus؛ زادهٔ ۲۶ اکتبر ۱۹۴۴) دونده سرعت اهل آلمان بود.
وی در مسابقات کشوری و بین‌المللی در مجموع برندهٔ ۱ مدال طلا، ۲ مدال برنز شده‌است.